# Zadarnicele chinuri ale dragostei
Zadarnicile chinuri ale dragostei (Love's Labour Lost fiind titlul originar) este una din comediile timpurii ale lui William Shakespeare scrisă, foarte probabil, între 1594 și 1596. A fost publicată pentru prima oară în 1598 și, ulterior, în ediția princeps a operelor Marelui Bard, First Folio.

## Personajele piesei
Personajele piesei sunt: 
- Ferdinand, regele Navarrei,
- Prințesa Franței,
- Trei lozi — Berowne, Longaville și Dumaine
- Alți doi lorzi — Boyet și Marcade,
- Trei doamne — Rosaline, Maria și Katharine,
- Don Adriano de Armado,
- Domnul Nathaniel - un preot,
- Holofernes,
- Dull - un polițist,
- Costard - un cloun,
- Moth ... și alții.